# Trichoniscus alemannicus
Trichoniscus alemannicus är en kräftdjursart som beskrevs av Karl Wilhelm Verhoeff 1917D. Trichoniscus alemannicus ingår i släktet Trichoniscus och familjen Trichoniscidae.

## Underarter
Arten delas in i följande underarter:
- T. a. striatus
- T. a. alemannicus